# Gerrit Claesz. Bleker
Gerrit Claesz. Bleker, né vers 1592 ou 1593 à Haarlem et inhumé le 8 février 1656, est un peintre et dessinateur néerlandais.

## Biographie

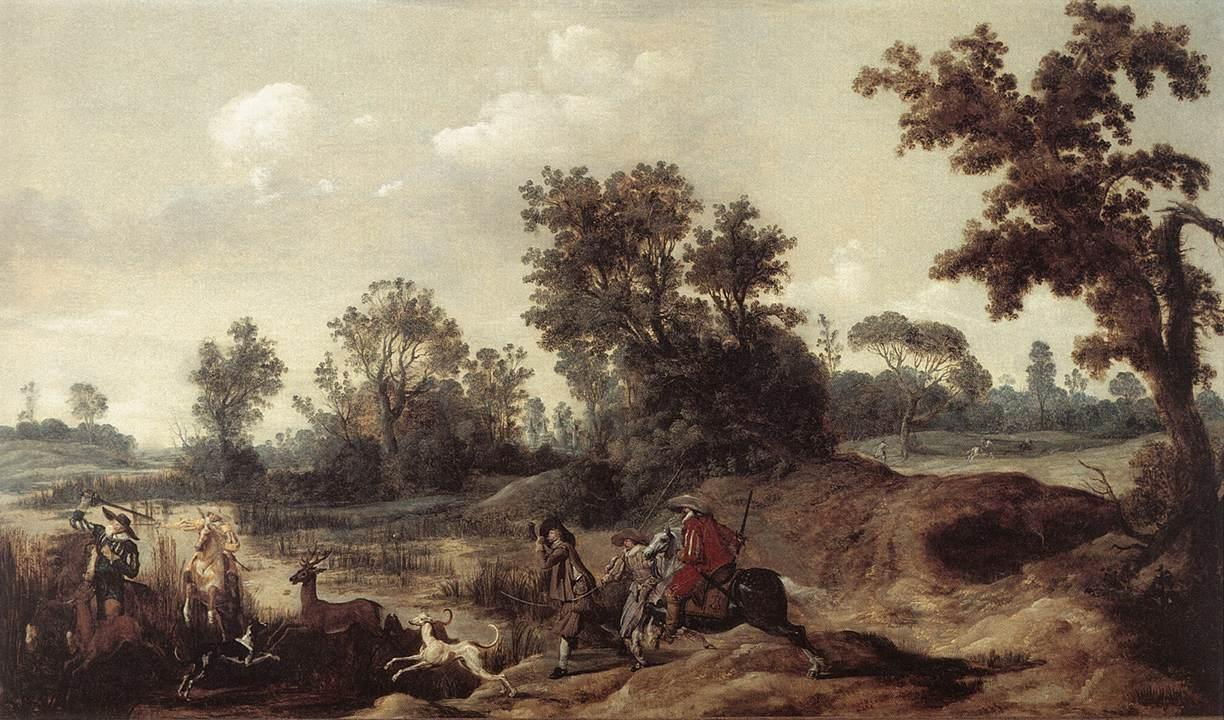
Chasse au cerf dans les dunes, 1625-1629, Haarlem, Musée Frans Hals

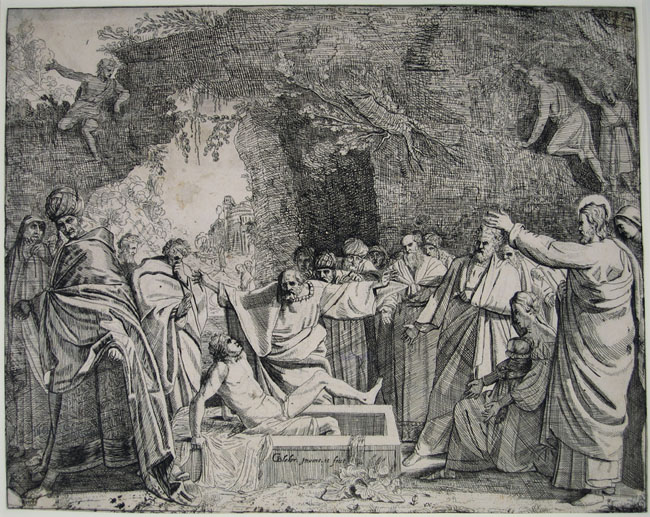
La Résurrection de Lazare, gravure d'après un dessin de Bleker

Gerrit Claesz. Bleker naît en 1592 ou 1593 à Haarlem ; la date de 1610 est également avancée.
Il est mentionné comme peintre pour la première fois en 1622 et devient membre de la guilde des peintres de Haarlem en 1634.
En 1640, les élèves de son atelier à Haarlem comprennent Pieter Adelaar, Paulus van der Goes et David Decker. En 1643, il est nommé directeur de la Guilde de Saint Luc de la ville. Il est particulièrement connu pour ses beaux et intéressants dessins. Son frère Jan Claesz. Bleker, mort le 30 août 1664, est également peintre, et les deux signatures sont souvent confondues.
Il est inhumé le 8 février 1656.